# Arquidiocese de Jacarta
A Arquidiocese de Jacarta (Archidiœcesis Giakartana) é uma circunscrição eclesiástica da Igreja Católica situada em Jacarta, Indonésia. Seu atual arcebispo é Cardeal Ignatius Suharyo Hardjoatmodjo S.J.. Sua Sé é a Catedral de Nossa Senhora da Assunção de Jacarta.
Possui 65 paróquias servidas por 328 padres, contando com 19090000 habitantes, com 2,6% da população jurisdicionada batizada.

## História
Em 1807, Luís Bonaparte tornou-se rei da Holanda e o papa Pio VII dividiu o território holandês no ultramar em três distritos eclesiásticos, dois dos quais nas Antilhas e o terceiro nas Índias Orientais, com base na Batávia, o antigo nome de Jacarta atual. No ano seguinte, ele nomeou o primeiro prefeito apostólico, mas a prefeitura apostólica da Batávia foi constituída de fato apenas em 1826, tomando seu território da prefeitura apostólica de Bourbon, também conhecida como prefeitura apostólica dos Mares do Sul.
Em 3 de abril de 1841, a prefeitura apostólica foi elevada a vicariato apostólico. Posteriormente, cedeu porções de seu território várias vezes em favor da ereção de novas circunscrições eclesiásticas. Em 7 de fevereiro de 1950, assumiu o nome de Vicariato Apostólico de Djakarta sob o decreto Cum recenti da Propaganda Fide.
Em 3 de janeiro de 1961, o vicariato apostólico foi elevado à categoria de arquidiocese metropolitana com a bula Quod Christus do papa João XXIII.

## Prelados
| #                            | Nome                                      | Período    | Notas               |
| Arcebispos                   | Arcebispos                                | Arcebispos | Arcebispos          |
| ---------------------------- | ----------------------------------------- | ---------- | ------------------- |
| 4º                           | Ignatius Cardeal Suharyo Hardjoatmodjo    | 2010-      | Atual               |
| 3º                           | Julius Riyadi Cardeal Darmaatmadja, S.J.  | 1996-2010  |                     |
| 2º                           | Leo Soekoto, S.J.                         | 1970-1995  |                     |
| 1º                           | Adrianus Djajasepoetra, S.J.              | 1961-1970  |                     |
| Arcebispo coadjutor          |                                           |            |                     |
|                              | Ignatius Suharyo Hardjoatmodjo            | 2009-2010  |                     |
| Vigários apostólicos         |                                           |            |                     |
| 10º                          | Adrianus Djajasepoetra, S.J.              | 1953-1961  | Elevado à Arcebispo |
| 9º                           | Pieter Jan Willekens, S.J.                | 1950-1952  |                     |
| 8º                           | Pieter Jan Willekens, S.J.                | 1934-1950  |                     |
| 7º                           | Antonio Pietro Francesco van Velsen, S.J. | 1924-1933  |                     |
| 6º                           | Edmondo Luypen, S.J.                      | 1898-1923  |                     |
| 5º                           | Walterus Staal, S.J.                      | 1893-1897  |                     |
| 4º                           | Adam Carel Claessens                      | 1874-1893  |                     |
| 3º                           | Petrus Maria Vrancken                     | 1852-1874  |                     |
| 2º                           | Jacobus Grooff                            | 1842-1852  |                     |
| 1º                           | Johannes Scholten                         | 1831-1842  |                     |
| Vigário apostólico coadjutor |                                           |            |                     |
|                              | Petrus Maria Vrancken                     | 1847-1852  |                     |
| Prefeitos apostólicos        |                                           |            |                     |
| 2º                           | Lambertus Prinsen                         | 1817-1830  |                     |
| 1º                           | Jacobus Nelissen                          | 1808-1817  |                     |